# Irma St. Paule
Irma St. Paule (* 23. März 1926 in Odessa, Ukrainische SSR, UdSSR; † 9. Januar 2007 in New York City) war eine US-amerikanische Filmschauspielerin.

## Leben und Karriere
St. Paule wurde in der Ukraine als Tochter eines Türken und einer Russin geboren. Sie zog mit ihrer Familie später nach New York. Nachdem sie heiratete, folgte sie ihrem Mann nach Chicago, wo sie sich einen Kindheitstraum erfüllte und eine Schauspielausbildung machte. Nach der Scheidung ihrer Ehe zog sie wieder zurück nach New York.
1985 gab sie ihr Filmdebüt im Horrorfilm Das Orakel. Es folgten Nebenrollen an der Seite von Stars wie Sandra Bullock, Paul Newman und Bruce Willis. Aufgrund ihres bereits zum Karrierebeginn hohen Alters war sie meist auf die Rolle der Großmutter festgelegt, sie arbeitete selbst kurz vor ihrem Tod 2007 noch an zwei Spielfilmen.
St. Paule spielte auch in Fernsehrollen, so zwischen 1992 und 1994 in Springfield Story, sowie Gastrollen wie zum Beispiel in Sex and the City, Law & Order und Die Sopranos.
Sie war auch als Theaterschauspielerin aktiv, neben Rollen in verschiedenen kleineren Theatern trat sie sowohl in Off-Broadway-Aufführungen als auch am Broadway selbst auf (Die tätowierte Rose, Tennessee Williams, 2005).

## Filmografie
- 1985: Das Orakel (The Oracle)
- 1987: Psychos in Love
- 1989: Rain
- 1990: Kate & Allie (Fernsehserie, Folge 6x18 The Wedding)
- 1990: Braut in Schwarz (The Bride in Black, Fernsehfilm)
- 1992: Pete & Pete (The Adventures of Pete & Pete, Fernsehserie, Folge New Year’s Pete)
- 1992–1994: Springfield Story (The Guiding Light, Fernsehserie)
- 1992–2004: Law & Order (Fernsehserie, 3 Folgen)
- 1993: Die sieben besten Jahre (The Cemetery Club)
- 1993: Ein ganz normales Wunder (Household Saints)
- 1993: Streets of New York (The Saint of Fort Washington)
- 1994: Ein heißer Job (Who Do I Gotta Kill?)
- 1995: Crazy Party Girl (Party Girl)
- 1995: Jeffrey
- 1995: 12 Monkeys (Twelve Monkeys)
- 1996: Caught – Im Netz der Leidenschaft (Caught)
- 1996: Love Is All There Is
- 1996: Trees Lounge – Die Bar, in der sich alles dreht (Trees Lounge)
- 1996: The Big Bajoor
- 1996: Everything Relative
- 1996: Thinner – Der Fluch (Thinner)
- 1997: Better Than Ever
- 1997: Kiss Me, Guido
- 1998: Paranoia – Allein mit dem Killer (Paranoia)
- 1998: Dellaventura (Fernsehserie, Folge 1x12 David & Goliath)
- 1998: Sex and the City (Fernsehserie, Folge 1x09 The Turtle and the Hare)
- 1998: Homicide (Homicide: Life on the Street, Fernsehserie, Folge 7x01 La Famiglia)
- 1999: Desecration
- 1999: Suits
- 1999: Coming Soon – Kommt sie, kommt sie nicht? (Coming Soon)
- 1999: Fever
- 1999: Oz – Hölle hinter Gittern (Oz, Fernsehserie, Folge 3x03 Legs)
- 1999: Law & Order: Special Victims Unit (Fernsehserie, Folge 1x01 Payback)
- 1999: Gefühle, die man sieht – Things You Can Tell (Things You Can Tell Just by Looking at Her)
- 1999: Third Watch – Einsatz am Limit (Third Watch, Fernsehserie, Folge 1x05 Responsible Parties)
- 2000: Wirey Spindell
- 2000: Homicide: The Movie (Fernsehfilm)
- 2000: Wonderland (Fernsehserie, Folge 1x01 Pilot)
- 2000: Ein heißer Coup (Where The Money Is)
- 2000: Fast Food Fast Women
- 2000: Fear of Fiction
- 2000: A Piece of Eden
- 2001: Cat Lady
- 2001: Queenie in Love
- 2002: Errors, Freaks & Oddities
- 2003: Chappelle´s Show (Fernsehserie, Folge 1x12)
- 2003: Found Money
- 2003: Jersey Guy
- 2004: Second Best
- 2004: Criminal Intent – Verbrechen im Visier (Law & Order: Criminal Intent, Fernsehserie, Folge 3x19 Fico Di Capo)
- 2004: The Amazing Floydini
- 2005: Homecoming
- 2005: Duane Hopwood
- 2005: Bittersweet Place
- 2005: Vieni via con me
- 2005: Solidarity. (Kurzfilm)
- 2005: Life on the Ledge
- 2006: 9A
- 2006: Die Sopranos (The Sopranos, Fernsehserie, Folge 6x05 Mr. & Mrs. John Sacrimoni Request)
- 2006: Finish Line
- 2006: Choking Man
- 2006: Vater wider willen (The Last Request)
- 2006: In the Blood
- 2006: Satan’s Playground
- 2007: Body/Antibody
- 2007: Made in Brooklyn
- 2008: Old Days
- 2010: The Last New Yorker